# زائين (عليا أردستان)
زائین (بالفارسية: زائین) هي قرية تقع في إيران في ريف عليا.